# Amiga 3000
Il Commodore Amiga 3000 o Commodore A3000 (comunemente detto Amiga 3000 o A3000) è un personal computer della statunitense Commodore Business Machines Inc. basato sulla piattaforma informatica Amiga e commercializzato dal produttore in vari Paesi del mondo tra il 1990 e il 1993.
L'Amiga 3000 è l'evoluzione dell'Amiga 2000 (predecessore uscito sul mercato tre anni prima) rispetto alla quale rappresenta il tentativo molto più deciso, da parte della Commodore Business Machines Inc., di offrire un personal computer multimediale destinato all'ambito professionale. A livello software, tra l'Amiga 3000 e l'Amiga 2000 permane la compatibilità che aveva caratterizzato anche il passaggio dall'Amiga 1000 all'Amiga 2000, mentre a livello hardware l'Amiga 3000 rappresenta un'ingegnerizzazione a 32 bit dell'Amiga 2000 (che è invece un'ingegnerizzazione ibrida a 16/32 bit).
Nonostante l'Amiga 3000 apparisse destinato a soppiantare l'Amiga 2000, ciò non si verificò mai: in quanto richiesto dal mercato (principalmente per la sua maggiore espandibilità rispetto all'Amiga 3000), l'Amiga 2000 continuò a essere prodotto e commercializzato per vari mesi in più rispetto all'Amiga 3000 ed entrambi vennero soppiantati dall'Amiga 4000 (l'evoluzione dell'Amiga 3000).
Della Commodore Business Machines Inc. sono state prodotte e commercializzate anche tre varianti dell'Amiga 3000: l'Amiga 3000UX, l'Amiga 3000T e l'Amiga 3000T-040.

## Presentazione e commercializzazione
L'Amiga 3000 è stato presentato in anteprima mondiale negli Stati Uniti il 24 aprile 1990 al Palladium di New York durante il "Multimedia live" (un evento appositamente organizzato dalla Commodore Business Machines Inc.) e contemporaneamente in Europa al "COMDEX/Europe at SICOB" (23-28 aprile 1990 – Parc des expositions de Paris-Nord Villepinte – Villepinte, Île-de-France, Francia), un'edizione europea del COMDEX (all'epoca la più importante fiera statunitense dedicata all'informatica) organizzata al SICOB (all'epoca la più importante fiera francese dedicata all'informatica). Negli Stati Uniti l'Amiga 3000 è stata commercializzata a partire dal giugno 1990.
In Italia l'Amiga 3000 è stato presentato a Milano, in anteprima alla stampa, verso la fine del maggio 1990 presso la filiale italiana della Commodore International Ltd., la Commodore Italiana S.p.A., società alla quale è stata affidata in esclusiva la commercializzazione dell'Amiga 3000 in Italia. Al pubblico invece è stata presentata in anteprima durante la terza edizione dell'Expoedit Copia (23-26 maggio 1990 – Centro Congressi Milanofiori – Assago, Lombardia, Italia), una mostra-convegno italiana dedicata al desktop publishing e ai sistemi di copiatura, riproduzione e stampa. A esporre l'Amiga 3000 all'Expoedit Copia fu la Digimail S.r.l. di Milano. Commodore Italiana S.p.A. invece lo presentò al pubblico per la prima volta in occasione della ventisettesima edizione dello SMAU (4-8 ottobre 1990 – Fiera di Milano – Milano, Lombardia, Italia) e lo rese disponibile nei negozi italiani dal settembre 1990 al marzo 1993.

## Versioni e configurazioni di vendita
Inizialmente, l'Amiga 3000 è stato prodotto e commercializzato in due versioni distinte per frequenza di clock del microprocessore Motorola 68030 (la CPU dell'Amiga 3000): una versione con frequenza di clock a 16 MHz, l'altra con frequenza di clock a 25 MHz.
La versione con Motorola 68030 a 16 MHz inizialmente è stata commercializzata con hard disk da 40 MiB e un prezzo di lancio di 3.299 dollari negli Stati Uniti e di 6.545.000 lire in Italia (listino Commodore Italiana S.p.A.). In seguito è stata invece commercializzata con hard disk da 50 MiB prima di essere ritirata dal mercato a un anno dall'inizio della sua commercializzazione. La versione con Motorola 68030 a 25 MHz inizialmente è stata commercializzata con hard disk da 40 o 100 MiB ad un prezzo di lancio rispettivamente di 3.999 e 4.499 dollari negli Stati Uniti e di 7.735.000 e 8.925.000 lire in Italia (listino Commodore Italiana S.p.A.). In seguito è stata invece commercializzata con hard disk da 50, 100 o 200 MiB.
Il produttore ribassò varie volte il prezzo dell'Amiga 3000 nel periodo in cui era commercializzato. In Italia l'ultimo ribasso nel listino della Commodore Italiana S.p.A. è del febbraio 1993: l'Amiga 3000 con Motorola 68030 a 25 MHz e hard disk da 50 MiB fu ribassato a 3.034.500 lire mentre quella con hard disk da 100 MiB fu ribassato a 3.415.300 lire.
Una versione dell'Amiga 3000 con Motorola 68030 a 50 MHz è stato prospettato ma mai commercializzato.

## Descrizione
L'Amiga 3000 si presenta in case desktop con due periferiche di serie: una tastiera alfanumerica e un mouse a due tasti. Il display video, necessario per l'utilizzo dell'Amiga 3000, non è compreso.
Inizialmente accolto con grande entusiasmo in virtù del fatto che era il primo personal computer totalmente nuovo di Commodore International dopo quasi tre anni e mezzo dall'uscita sul mercato dell'Amiga 2000 (Amiga 2000HD, Amiga 2500, Amiga 2500/30, Amiga 2500UX e Amiga 1500 commercializzati nel frattempo, erano tutte varianti dell'Amiga 2000, differenti solo per schede d'espansione installate e/o drive installati e/o software in dotazione, tutti anche acquistabili separatamente per chi già possiede l'Amiga 2000), l'Amiga 3000 si rivelò presto una delusione.
Innanzitutto ha un case sensibilmente ridotto in altezza rispetto al predecessore Amiga 2000, che comporta una riduzione delle capacità di espansione: rispetto all'Amiga 2000, l'Amiga 3000 ha quattro slot Zorro invece che cinque e due slot ISA invece che quattro, inoltre il vano per drive da 5,25 pollici, presente nell'Amiga 2000, è assente nell'Amiga 3000, proprio nel momento di affermazione del CD-ROM che richiede un vano per drive di tale misura. La scelta dei dirigenti di Commodore International a favore del case desktop a basso profilo per un computer destinato all'ambito professionale come l'Amiga 3000 sollevò quindi forte perplessità e risultò in controtendenza rispetto ai suoi concorrenti dell'epoca. Apple ad esempio, per i suoi personal computer professionali, all'epoca si stabilizzò sul case miditower in grado di offrire le capacità minime di espansione richieste dall'ambito professionale. Oltretutto, lo spazio riservato nell'Amiga 3000 allo slot per schede video non era sufficiente per l'installazione del Video Toaster, una delle schede video all'epoca tra le più avanzate disponibili per la piattaforma Amiga, scheda video che aveva in dotazione LightWave 3D e inizialmente era l'unico modo di ottenere quel programma. In realtà, la responsabilità dell'impossibilità di installare il Video Toaster sull'Amiga 3000 non è imputabile alla Commodore in quanto fin dall'inizio aveva fornito le dimensioni massime delle schede per lo slot video: dimensioni che, se rispettate, permettevano l'installazione della scheda sull'Amiga 3000. Chi voleva usare il Video Toaster e LightWave 3D doveva quindi utilizzare il meno avanzato Amiga 2000.

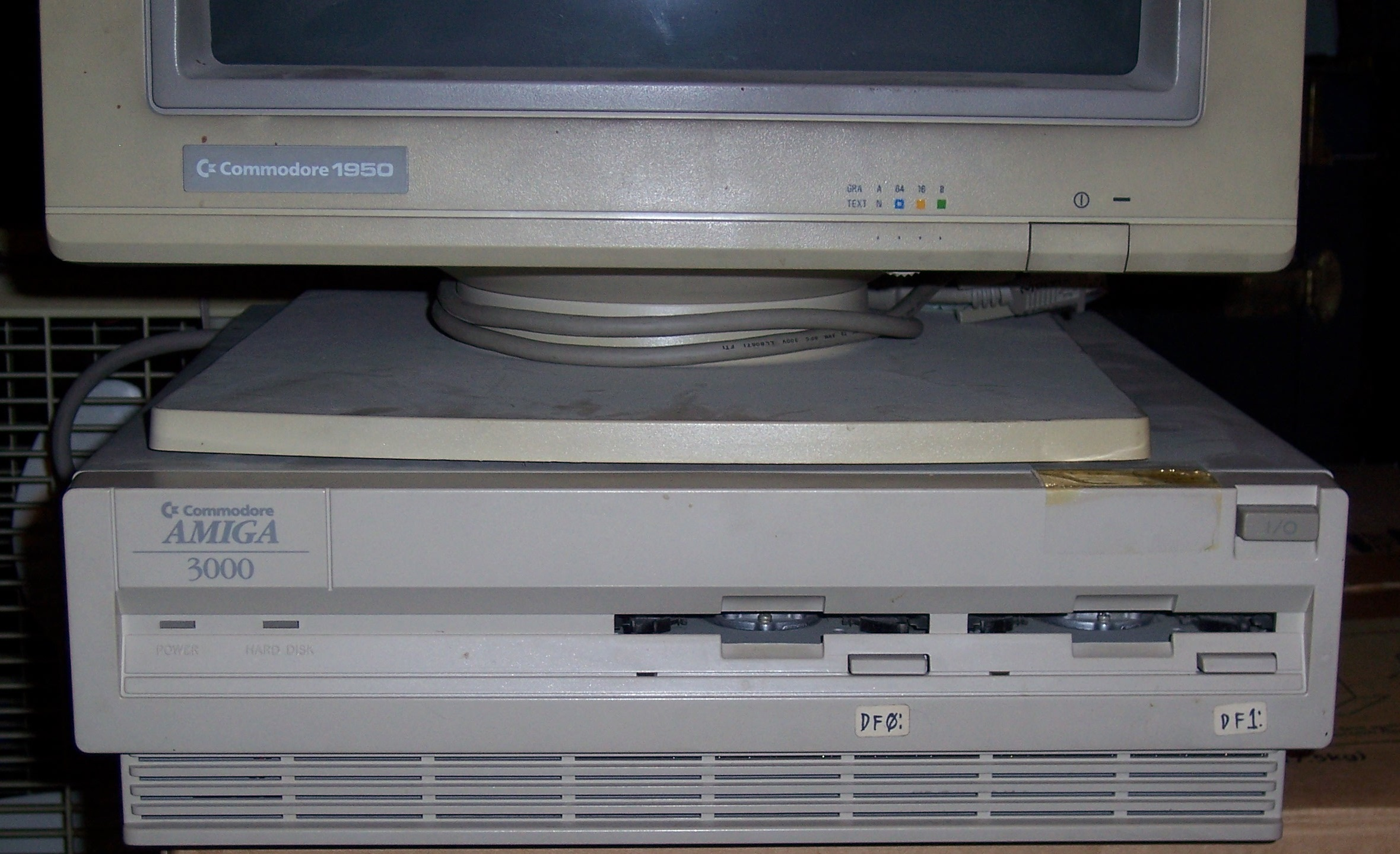
L'unità centrale dell'Amiga 3000 sotto un monitor Commodore 1950

Con l'Amiga 3000, Commodore International mise in produzione l'Enhanced Chip Set, un chipset con capacità sonore inalterate rispetto al predecessore e capacità grafiche migliorate ma del tutto insoddisfacenti: era disponibile una modalità grafica che offre la risoluzione di 640x480 pixel senza interlacciamento, quindi priva di "flicker", ma il numero di colori contemporaneamente visualizzabili era ridotto ad un massimo di 4. All'epoca infatti anche il PC IBM, o l'IBM compatibile, più economico era dotato di scheda video VGA in grado di offrire una risoluzione di 640x480 pixel senza interlacciamento con 16 colori contemporaneamente visualizzabili o 320x200 pixel, sempre senza interlacciamento, con 256 colori contemporaneamente visualizzabili. Se l'OCS, nel 1985 aveva offerto la grafica computerizzata più avanzata disponibile sul mercato per 1.295 dollari (il prezzo dell'Amiga 1000), l'ECS nel 1990 offriva una grafica computerizzata del tutto superata per la fascia di prezzo d'appartenenza dell'Amiga 3000.
Un'ultima caratteristica dell'Amiga 3000 poco gradita dagli utenti sono i due vani per drive custom da 3,5 pollici nei quali possono essere installibili solo drive appositamente prodotti per l'Amiga 3000, come ad esempio il floppy disk drive montato di serie. All'epoca infatti erano molto diffusi altre tipologie di drive da 3,5 pollici a disco magnetico removibile in grado di memorizzare quantità maggiori di dati rispetto al floppy disk (ad esempio lo Iomega Zip) e nessuno di questi, in conseguenza alla scelta di Commodore di utilizzare dei vani per drive custom, era installabile all'interno dell'Amiga 3000, se non tagliando e modificando il frontale del case.
Le migliorie dell'Amiga 3000 rispetto all'Amiga 2000 sono limitate quindi alle seguenti:
- ECS (solo in caso di Amiga 2000 con revisione di scheda madre precedente alla 6.3 nei quali è presente l'OCS invece che l'ECS, chipset comunque installabile anche sulle revisioni precedenti alla 6.3 da un centro di assistenza Commodore, ad esclusione della primissima revisione 4);
- versione di Fat Agnus (uno dei tre principali chip del chipset ECS) in grado di indirizzare fino a 2 MiB di Chip RAM, il doppio o il quadruplo, a seconda della revisione della scheda madre, di quella indirizzabile dall'Agnus/Fat Agnus presente nell'Amiga 2000 (la versione di Fat Agnus di serie sull'Amiga 3000 è comunque installabile sull'Amiga 2000 attraverso un piccolo circuito stampato commercializzato da aziende terze);
- un controller SCSI di serie implementato sulla scheda madre (disponibile come accessorio per l'Amiga 2000);
- un "flicker-fixer" di serie implementato sulla scheda madre in grado di rimuovere dall'interallacciamento i modi grafici interallacciati a 16 e 32 colori dell'Amiga 3000 (disponibile come accessorio per l'Amiga 2000);
- Motorola 68030 con coprocessore matematico e Fast RAM a 32 bit (disponibile come accessorio per l'Amiga 2000 la quale di serie monta un Motorola 68000 senza coprocessore matematico e gestisce Fast RAM a 16 bit);
- release 2 del sistema operativo AmigaOS in versione beta per almeno un anno fino alla 2.04 (disponibile anche per l'Amiga 2000 come aggiornamento), motivo per cui con l'Amiga 3000 viene fornita anche la precedente versione 1.3 di AmigaOS. Tutte queste migliorie sono disponibili anche per l'Amiga 2000.

Le uniche migliorie non disponibili per l'Amiga 2000 sono le seguenti:
- accesso alla ROM a 32 bit;
- accesso alla Chip RAM a 32 bit;
- bus Zorro per schede d'espansione nella versione Zorro III in grado di offrire un throughput maggiore rispetto alla versione Zorro II implementata nell'Amiga 2000.

## Specifiche tecniche
- CPU: Motorola 68030 a 16 o 25 MHz.
- Coprocessore matematico: Motorola 68881 a 16 MHz (versione dell'Amiga 3000 con Motorola 68030 a 16 MHz) o Motorola 68882 a 25 MHz (versione dell'Amiga 3000 con Motorola 68030 a 25 MHz).
- Chipset: ECS con Fat Agnus in grado di indirizzare fino a 2 MiB di Chip RAM.
- RAM: 2 MiB configurati come 1 MiB di Chip RAM (espandibili direttamente sulla scheda madre a 2 MiB) e 1 MiB di Fast RAM (espandibili direttamente sulla scheda madre a 16 MiB). Per incrementare la quantità di Fast RAM sulla scheda madre servono chip DRAM in package ZIP (notoriamente difficili da installare) che all'epoca erano disponibili in due tipologie: Page Mode e Static Column.
- Controller SCSI ed un disco rigido da 3,5" e 40 (Quantum LPS40S), 50 (Quantum LPS52S), 100 (Quantum LPS105S) o 200 MiB.
- Flicker fixer integrato sulla scheda madre per la rimozione dall'interallacciamento dei modi video interallacciati (il segnale video risultante non è visualizzabile dai normali televisori come avviene per i normali modi video dell'Amiga 3000 ad esclusione del "Productivity", ma serve un monitor per computer).
- Sistema operativo di serie: inizialmente AmigaOS 1.3 e la versione beta della release 2 (all'accensione è possibile scegliere quale delle due versioni di AmigaOS utilizzare), in seguito solo AmigaOS 2.04 (la prima versione definitiva della release 2 di AmigaOS).

## Varianti
Commodore International ha commercializzato anche le seguenti varianti di Amiga 3000:
- Amiga 3000UX (hardware e software del tutto simile all'Amiga 3000 nella versione con Motorola 68030 a 25 MHz con in più Amiga Unix);
- Amiga 3000T (hardware molto simile all'Amiga 3000 nella versione con Motorola 68030 a 25 MHz ma con un maggiore numero di slot Zorro III e ISA);
- Amiga 3000T-040 (hardware e software molto simile all'Amiga 3000T con in più la scheda Commodore A3640 di serie).

## Amiga 3000+
Una versione potenziata dell'Amiga 3000 con chipset AGA e DSP DSP3210 della AT&T chiamata Amiga 3000+ raggiunse lo stadio di prototipo ma non fu mai commercializzato, al suo posto Commodore International rese disponibile l'Amiga 4000, dotato di chipset AGA ma privo di DSP.